# Râul Rânghioaia
Râul Rânghioaia este un curs de apă, afluent al râului Șușița. 